# Astomella deserticola
Astomella deserticola är en tvåvingeart som beskrevs av Barraclough 1991. Astomella deserticola ingår i släktet Astomella och familjen kulflugor.
Artens utbredningsområde är Namibia. Inga underarter finns listade i Catalogue of Life.